# Warabi
Warabi（ワラビ）は、トゥーンレンダラーの一つであり、Metasequoiaとの連携が可能であった。
メタセコイア解説本の一つである『3D Character Animation Manual ローポリアニメーションのすべて』では、レンダラーにWarabiを使用しており、その本のサポートサイトではWarabi MPの再配布が行われていた。

## バージョン
- Warabi - 単体レンダラー
- Warabi MP - Metasequoia用レンダラー
- Zenmap MP - Metasequoia用ベクターレンダラー